# Tersidi Lor
Tersidi Lor is een bestuurslaag in het regentschap Purworejo van de provincie Midden-Java, Indonesië. Tersidi Lor telt 1210 inwoners (volkstelling 2010).